# Otterano di Iona
Otterano di Iona (Meath, ... – Iona, 548) è stato un monaco cristiano irlandese, fu uno dei primi discepoli di san Columba in Scozia.

## Agiografia

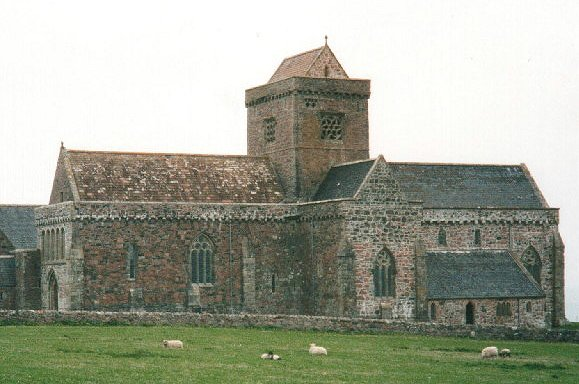
L'abbazia di Iona

Secondo la tradizione irlandese Otterano servì come abate di Meath e fondò Lattreagh. Egli è variamente descritto come compagno, fratello o figlio di Columba, e morì poco dopo il suo arrivo a Iona.
Una leggenda narra che la cappella che Columba voleva costruire nell'isola di Iona veniva distrutta ogni notte. Infine gli fu detto da una voce che non sarebbe mai stata completata fino a quando un uomo non fosse stato sepolto vivo sotto. Così Otterano si fece seppellire vivo volentieri e la cappella poté essere finita. Ma un giorno Otterano spinse la testa attraverso il muro e disse che non c'era l'inferno, come si supponeva, né il cielo di cui parlava la gente. Allarmato, Columba fece ricoprire Otterano di terra e macerie in modo più sicuro.

## Culto
Dal Martirologio Romano alla data del 27 ottobre: Nell'isola di Iona in Scozia, sant'Otterano, monaco, che fu tra i primi discepoli di san Colomba.
La chiesa più antica rimanente a Iona è dedicata a San Odhran e il cimitero circostante si chiama Reilig Odhráin in sua memoria.
Sant'Otterano fu scelto dai vichinghi come patrono della città di Waterford nel 1096 e più tardi divenne patrono della diocesi.